# Institut catholique de Toulouse
L'Institut Catholique de Toulouse (dal francese: Istituto cattolico di Tolosa), noto anche come La Catho e abbreviato con la sigla ICT, è un istituto cattolico situato nel quartiere Carmes di Tolosa, la cui giurisdizione diocesana copre il sud-ovest della Francia.
Istituto privato di istruzione superiore fondato nel 1877 nella tradizione dell'antica università medievale, nonché roccaforte della Resistenza francese, occupa due importanti siti del patrimonio costruito sui bastioni gallo-romani: l'ex convento delle Clarisse, in rue de la Fonderie, e la Maison Seilhan, in place du Parlement. L'istituto, che ha statuto associativo, comprende diverse facoltà, quali: scienze umane, diritto, filosofia, diritto canonico e teologia, oltre a un'unità di ricerca transdisciplinare creata nel 2015.

## Storia
L'Institut Catholique è l'erede dell'Università di Tolosa, fondata il 12 aprile 1229 in base al trattato di pace firmato tra il re Luigi IX di Francia e il conte Raimondo VII di Tolosa, sotto gli auspici del legato di papa Gregorio IX. Le università dell'Ancien Régime erano corporazioni di insegnanti aventi statuti ecclesiastici e reali.
Soppressa durante la Rivoluzione, l'Università cattolica fu rifondata nel 1877, primaché gli istituti di istruzione superiore pubblici riprendessero il nome abbandonato alla fine dell'Ancien Régime. Anche se ora il suo nome contiene la parola "Institut", la Catho si propone di continuare la tradizione universitaria medievale nella storica città natale dell'Ordine dei Predicatori Domenicani. Inizialmente, le facoltà secolari (diritto, lettere e scienze) furono le prime a essere create. Nel XX secolo, invece, furono le facoltà canoniche (diritto canonico, filosofia, teologia) a subire un grande sviluppo.
L'Istituto Cattolico fu uno dei luoghi più importanti della Resistenza tolosana durante la Seconda Guerra Mondiale, al centro delle reti di protezione e di fuga dei repubblicani spagnoli e degli ebrei perseguitati. I suoi insegnanti e studenti si distinsero anche nelle forze della Francia libera.
Centro storico degli studi ecclesiastici nel sud-ovest della Francia, con le sue tre facoltà canoniche, il Catho de Toulouse ha visto crescere rapidamente le sue facoltà laiche nel XXI secolo. Nel 2017 scoppiò una crisi a seguito del licenziamento di un decano che era stato denunciato per molestie morali, accusa che alla fine fu giudicata infondata.

## Organizzazione
Situato nel centro storico di Tolosa, in rue de la Fonderie, in un ex convento costruito tra il XIV e il XVIII secolo, l'Institut comprende facoltà e istituti, sia ecclesiastici che secolari. Vi sono quattro anfiteatri, una biblioteca universitaria, una cappella, un laboratorio di ricerca e un museo storico-archeologico.
Situata sul sito della casa di San Domenico, la fondazione dell'Università Cattolica di Tolosa nel 1877 fu la continuazione dell'antica università che il santo aveva contribuito a fondare nel 1229, nonché della filosofia di Tommaso d'Aquino, i cui resti riposano nella Chiesa dei Giacobini. Dal 1880, la legge riserva il nome di università agli istituti pubblici, per cui la Catho di Tolosa è formalmente chiamata istituto.
Riconosciuto di pubblica utilità nel 1881 e nel 2001, l'Istituto fa parte dell'Association des évêques fondateurs de l'université catholique de Toulouse, un'associazione senza scopo di lucro che comprende le sedi episcopali di Tolosa, Albi, Pamiers, Rodez, Montauban, Tarbes, Tulle, Aire e Dax, Auch, Périgueux, Carcassonne, Perpignan, Agen e Saint-Flour.
Inoltre, è membro della Fédération internationale des universités catholiques.

### Facoltà e organismi
- Facoltà Libera di Diritto. fondata nel 1877, rifondata nel 2007;
- Facoltà Libera di Lettere e Scienze Umane, fondata nel 1878;
- Facoltà di Teologia, fondata nel 1879;
- Facoltà Libera di Filosofia, fondata nel 1899;
- Facoltà di Diritto Canonico, fondata nel 1899;
- Istituto universitario di lingua e cultura francese (IULCF);
- Istituto delle arti e della musica sacra (IAMS);
- Istituto di studi religiosi e pastorali (IERP);

Istituto Superiore di Formazione all'Insegnamento Cattolico (formazione degli insegnanti di scuola primaria e secondaria) (École supérieure d'Ethique des sciences et de la Santé, ISFEC);
- Scuola Superiore di Etica delle Scienze e della Salute (École supérieure d'Ethique des sciences et de la Santé, ESESS).

### Organismi associati
- Istituto superiore di informatica e comunicazione numerica (ISIC) ;
- Scuola superiore per la qualità, la sicurezza e l'ambiente (ESQESE).

### Scuole annesse
- Scuola di giornalismo di Tolosa (EJT);
- Istituto d'arte religiosa di Tolosa (IART).

### Altri centri di formazione
- Centro d'esame dell'Università di Cambridge (preparazione agli esami della Cambridge University);
- Centro d'esame per la Patente Europea del Computer (ECDL).

### Stato dei corsi e dei titoli di studio
In quanto istituti privati, gli istituti cattolici non possono rilasciare a proprio nome agli studenti titoli di studio legalmente riconosciuti a livello nazionale come il baccellierato (Diplôme national de licence), il master (Diplôme national de master) o il dottorato (Diplôme national de doctorat), titolo che sono monopolio dello Stato ai sensi della legge del 18 marzo 1880. Tuttavia, tali istituti privati hanno la facoltà di collaborare con un'università pubblica in modo che i propri studenti possano sostenere gli esami per il conseguimento di un titolo universitario rilasciato dall'università partner, ovvero chiedere al rettore d'accademia di istituire una giuria rettorale ai sensi dell'articolo L613-7 del Codice dell'educazione.
Per loro conto, possono rilasciare diplomi istituzionali in tutte le discipline, nonché i diplomi canonici della Santa Sede in scienze ecclesiastiche, diritto canonico, teologia e filosofia.

### Biblioteca
La biblioteca Aimé-Georges-Martimort contiene 100.000 opere, tra cui 25.000 volumi ad accesso libero, quasi 300 titoli di periodici e un patrimonio di circa 22.000 volumi risalenti a prima del 1815, tra cui una raccolta di manoscritti, incunaboli e documenti iconografici. Sul portale web Tolosana sono state digitalizzate diverse opere della collezione, tra cui il famoso Le Livre des Statuts de la Compagnie de S[ain]t Hierosme, noto anche come Livre des Rois, un manoscritto del XVII secolo contenente autografi e dediche dei re di Francia e dei principi consanguinei durante le loro visite a Tolosa.
Accessibile a tutti, la biblioteca universitaria mette a disposizione di studenti, ricercatori e curiosi opere di scienze religiose, umanistiche e giuridiche. Il catalogo informatizzato facilita la ricerca dei libri presenti in biblioteca.
Dal 2019, la biblioteca universitaria è intitolata in onore di Aimé-Georges Martimort, curatore dal 1938 al 1981.

## Elenco dei rettori
- 1877: Jean-Baptiste Caussette (1819-1880)[12];
- 1880: Auguste Lamothe-Tenet (1827-1898)[13];
- 1894: Duilhé de Saint Projet (1822-1897) ;
- 1897: Pierre Batiffol (1861-1929) ;
- 1908: Germain Breton (1852-1931)[14];
- 1931: Bruno de Solages (1895-1983) ;
- 1964: Xavier Ducros (1899-1982)[15][16];
- 1975: Pierre Eyt (1934-2001) ;
- 1981: Jacques Dutheil, o.f.m.[17]  ;
- 1993: André Dupleix (1944-) ;
- 2000: Claude Bressolette (1934-) ;
- 2004: Pierre Debergé (1956-) ;
- 2013: Luc-Thomas Somme, o.p. (1960-)[18];
- 2018: Christian Delarbre (1964-)[19];
- 2022: François Moog.[20]

## Persone legate all'Istituto
- San Domenico di Guzmán: l'Istituto ha conservato la sua residenza di Tolosa del 1220.

### Insegnanti e presidi

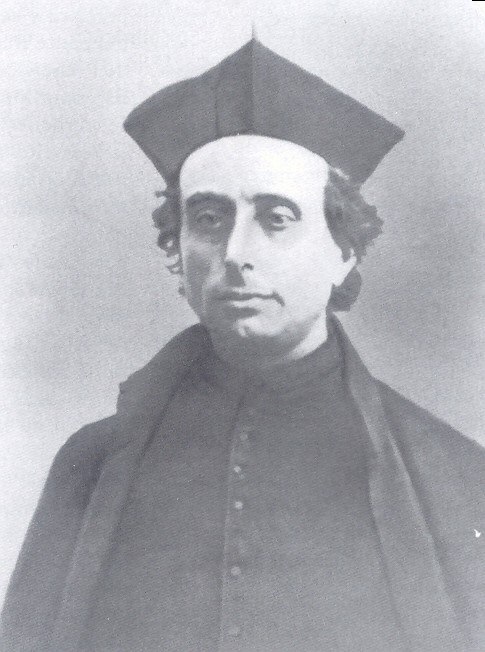
Henri Ramière (1821-1884): teologo.
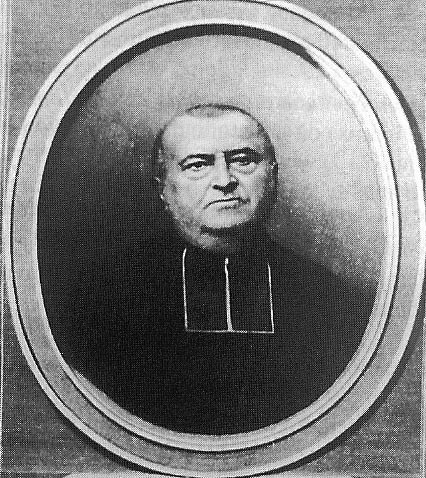
Léonce Couture (1832-1902): filologo.
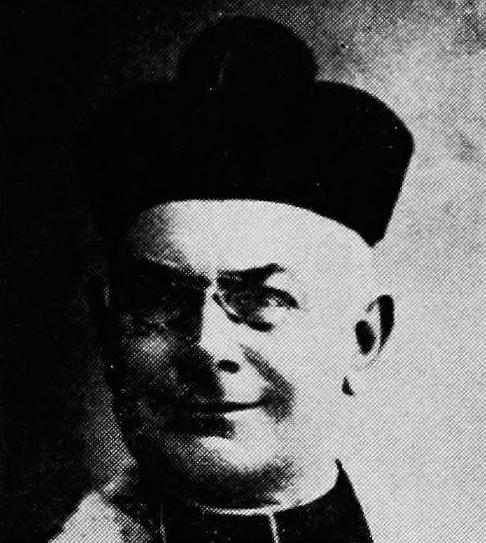
Antoine Degert (1859-1831): abate, professore, scrittore e giornalista.
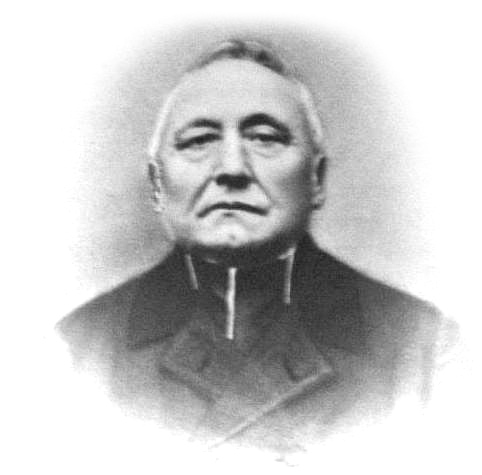
Jean-Baptiste Senderens (1856-1937): chimico e filosofo.
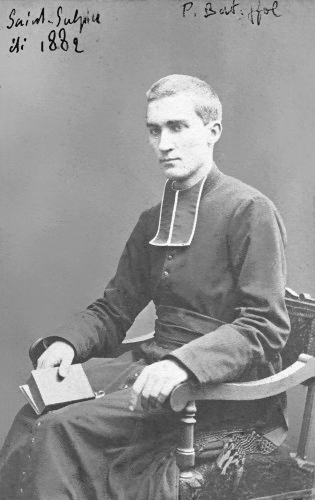
Pierre Batiffol (1861-1929): storico della Chiesa e dei dogmi.
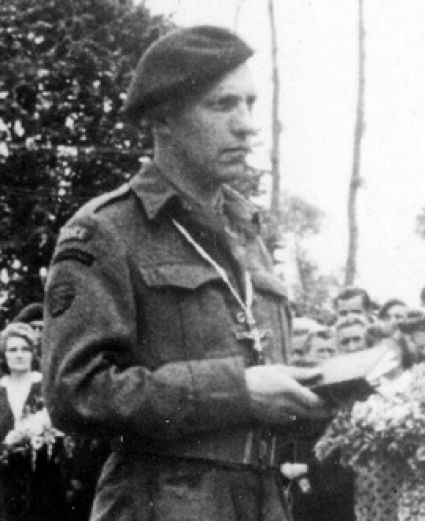
René de Naurois (1906-2006): ornitologo, membro della Francia libera e Giusto tra le nazioni.
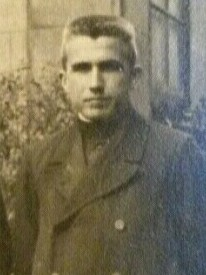
Michel Olphe-Galliard (1900-1985): presbitero gesuita e teologo.
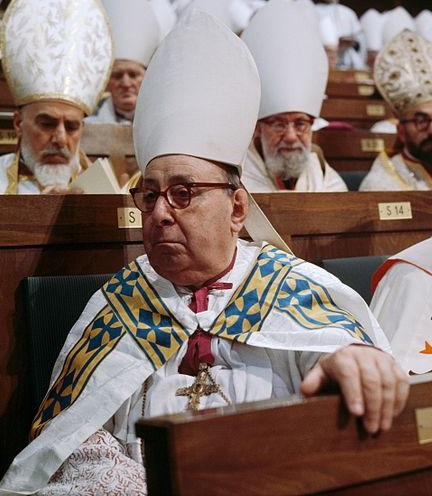
Aimé-Georges Martimort (1911-2000): prelato, membro della Resistenza francese, storico e liturgista.
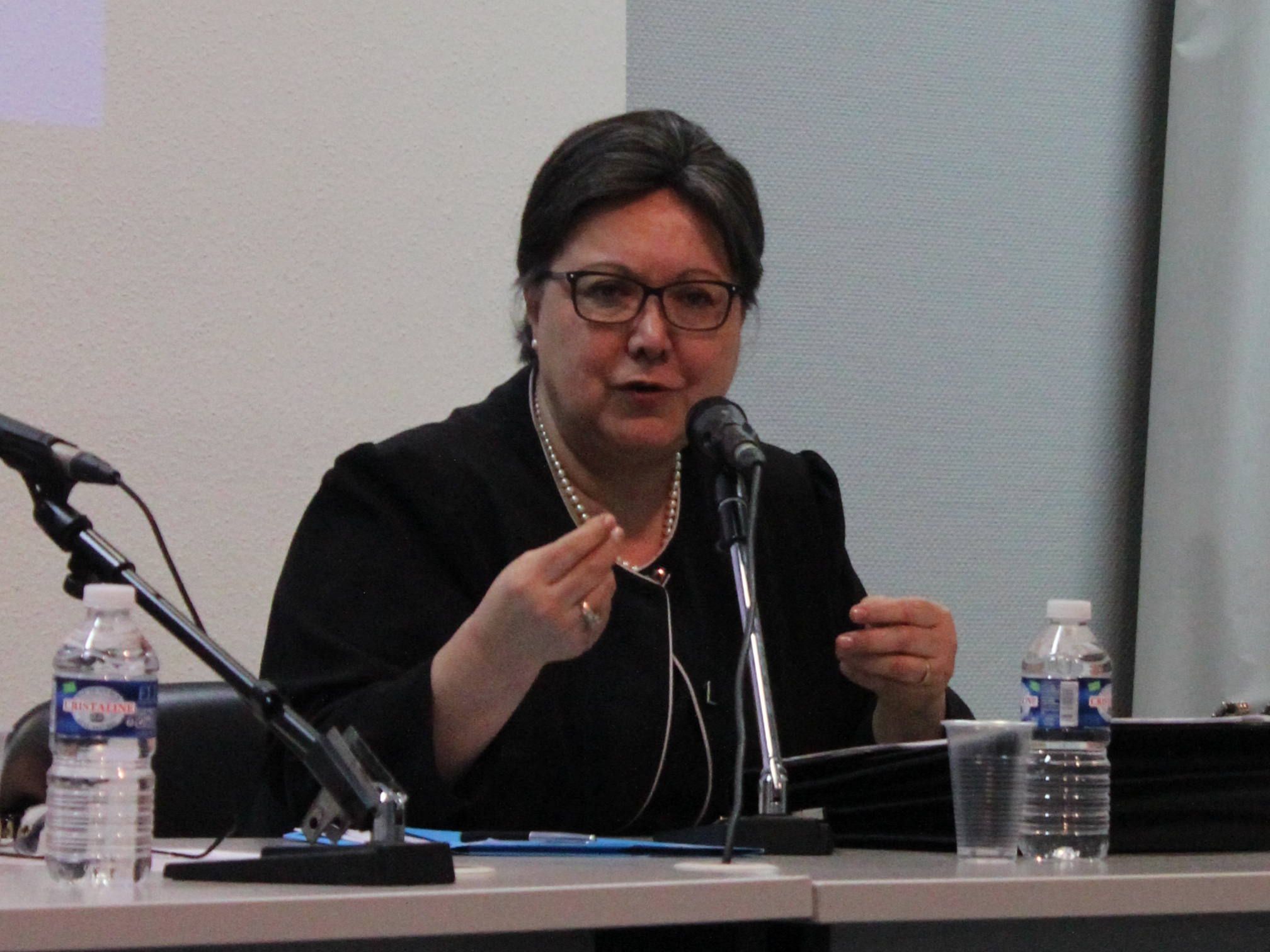
Marie-Thérèse Urvoy (1949-): islamologo.
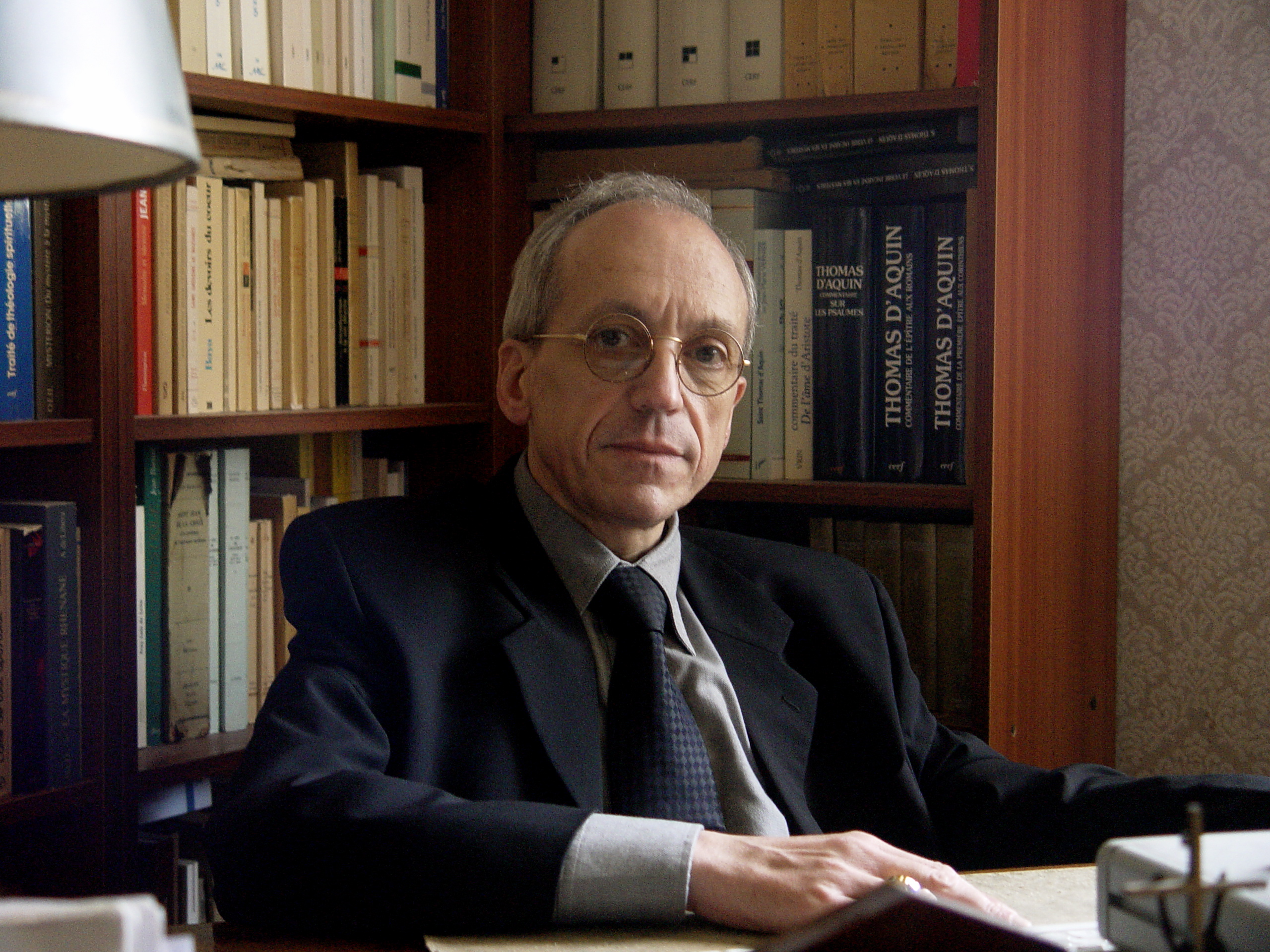
Yves Floucat (1950-): filosofo.
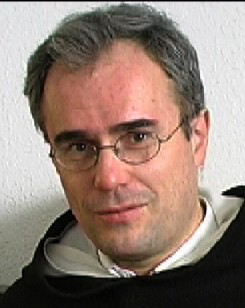
Thierry-Dominique Humbrecht (1962-): filosofo e teologo cattolico.
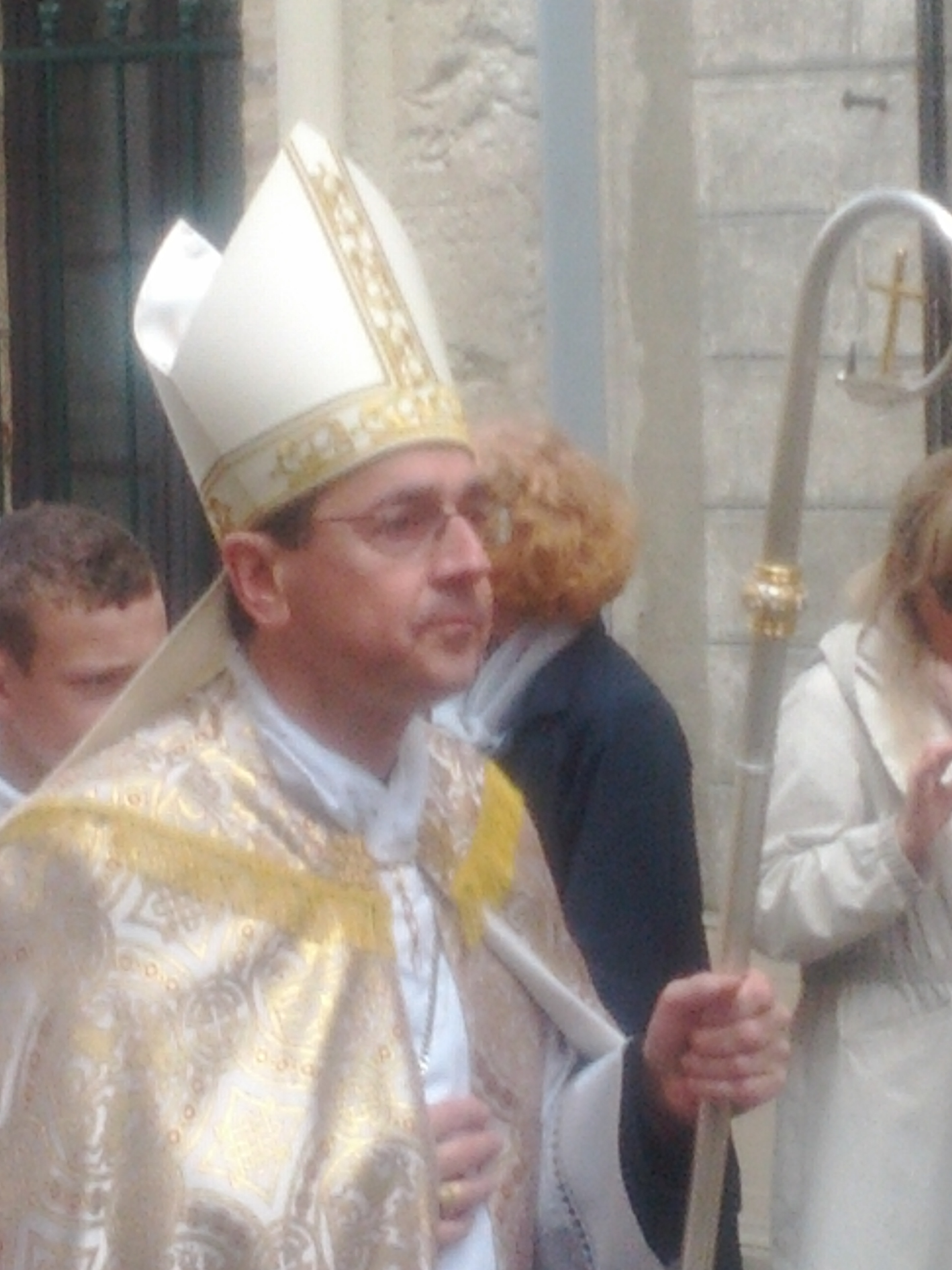
Laurent Camiade (1966-): vescovo di Cahors, teologo.
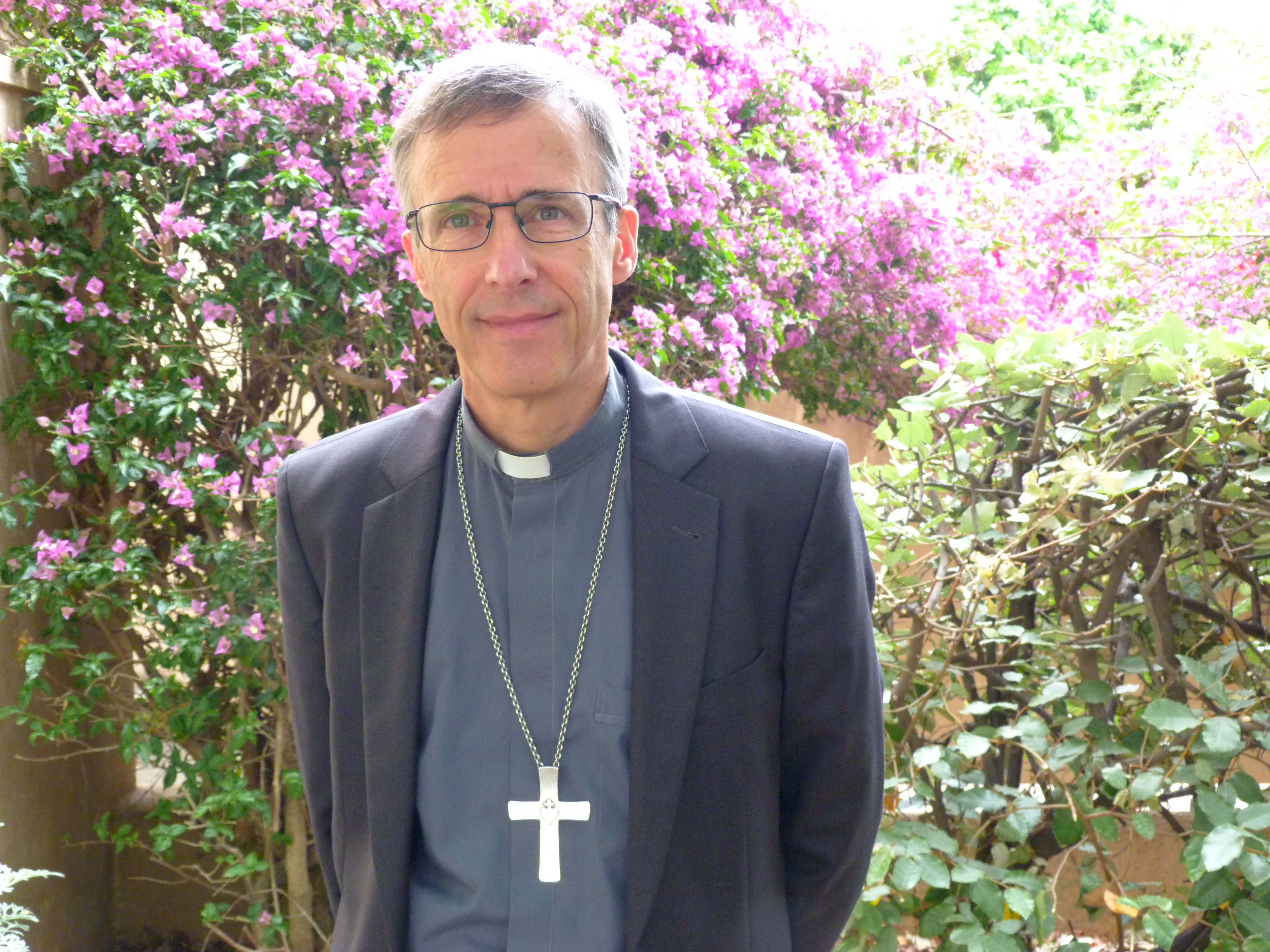
Olivier de Germay (1960-): arcivescovo di Lione, teologo.
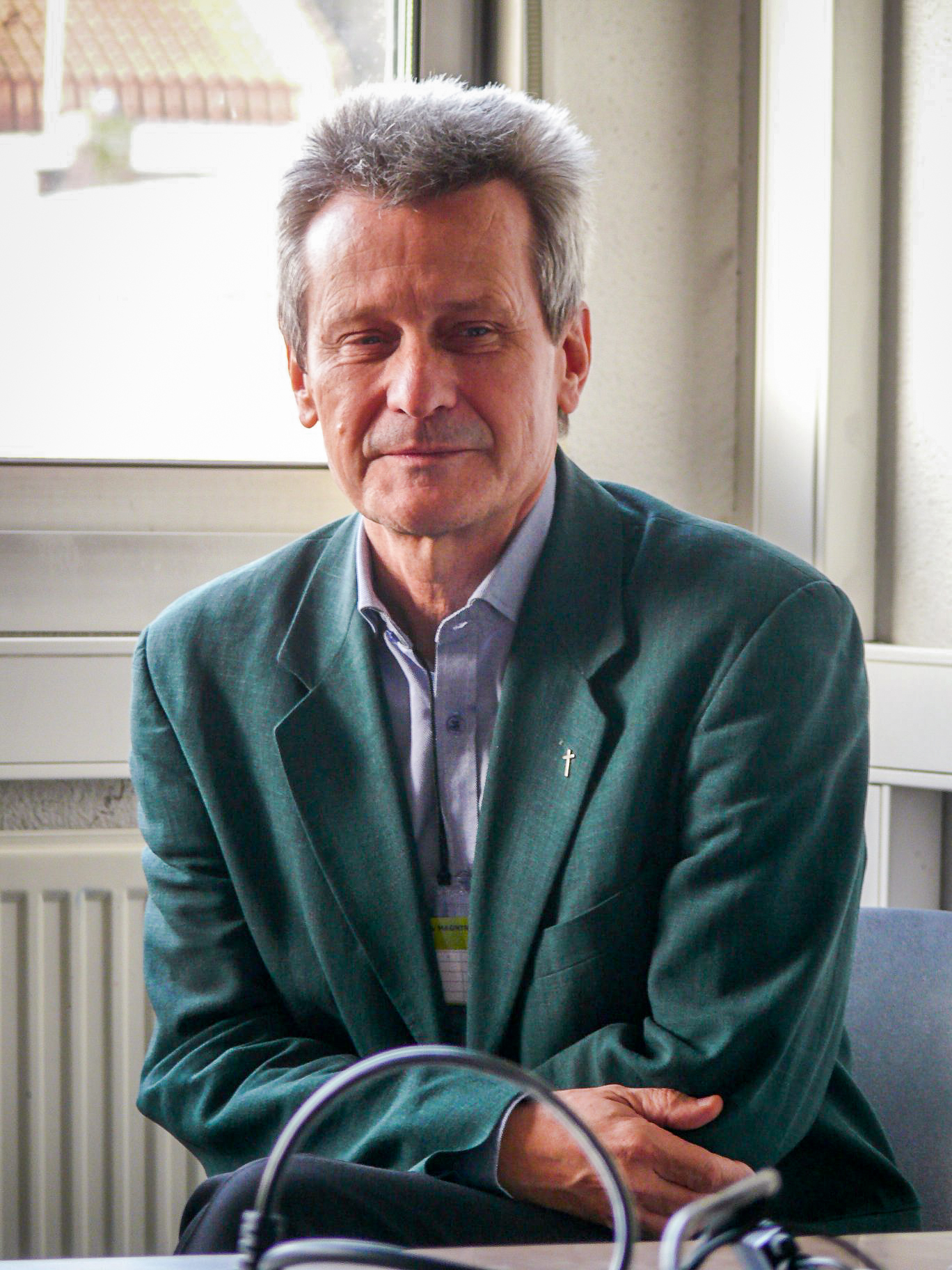
Thierry Magnin (1954-): fisico] e teologo.

- Georges Baccrabère (1920-2007): sacerdote, dottore in diritto canonico, archeologo e storico di Tolosa;
- Francis Bestion (1957-): vescovo di Tulle e poi di Blois, ex professore di studi sacramentali all'Institut (2008-2013);
- Christian Delarbre (1962-): arcivescovo di Aix e Arles, rettore dell'Istituto (2018-2022), professore di teologia pastorale;
- Duilhé de Saint Projet|Marc Duilhé de Saint Projet (1822-1897), sacerdote, dottore in filosofia, decano della Faculté libre des Lettres nel 1877, rettore dell'Istituto (1894);
- Pierre Eyt (1934-2001): cardinale arcivescovo di Bordeaux, rettore dell'Istituto (1975-1981);
- Pierre Gauthier (1938-): dottore in scienze religiose, professore di storia, filosofia e metafisica all'Istituto. Co-curatore dei sermoni di John Henry Newman e specialista del pensiero di Maurice Blondel;
- Louis Monloubou (1924-2012): sacerdote sulpiciano, esegeta specializzato in profetismo e movimenti sapienziali biblici;
- Bruno de Solages (1895-1983): sacerdote, rettore, protonotario apostolico, combattente della Resistenza, deportato, protettore dei rifugiati spagnoli e degli ebrei durante l'occupazione;
- Jacques Jomier, o.p. (1914-2008): sacerdote, laureato in teologia cattolica e dottore in lettere, membro dell'Istituto domenicano di studi orientali e dell'Istituto d'Egitto;
- Jean-Michel Maldamé, o.p. (1939): teologo e scienziato, preside (dal 1984 al 2000);
- Alain Marchadour (1937-): religioso assunzionista, dottore in esegesi, professore all'Istituto dal 1972 e preside (dal 1993 al 1999);
- Ernest Nègre (1907-2000): canonico, professore di letteratura occitana, direttore del Collège d'Occitanie, specialista in onomastica e toponomastica;
- Joseph Salvat (1889-1972): sacerdote, filologo, fondatore del Collège d'Occitanie;
- Jacques Thomas: sacerdote, orientalista, professore di filologia semitica;
- Géraud Venzac (1901-1981): sacerdote, filologo, romanista, traduttore della Vie de saint Géraud d'Aurillac di Oddone di Cluny;
- Marie-Joseph Nicolas (1906-1999): sacerdote domenicano, professore di teologia dogmatica, decano della Facoltà di Teologia (1970-1976).
- Jean-Pierre Vernant (1914-2007): storico e antropologo.

### Allievi illustri
- André Boyer-Mas (1904-1972): ecclesiastico e diplomatico, combattente della Resistenza francese.
- Clément Roques (1880-1964): cardinale, arcivescovo di Aix, poi arcivescovo di Rennes, combattente della Resistenza francese.
- Emmanuel Delmas (1954): vescovo di Angers (2008).
- Rita Lejeune (1906-2009): filologa e romanista medievale.

## Plessi collegati

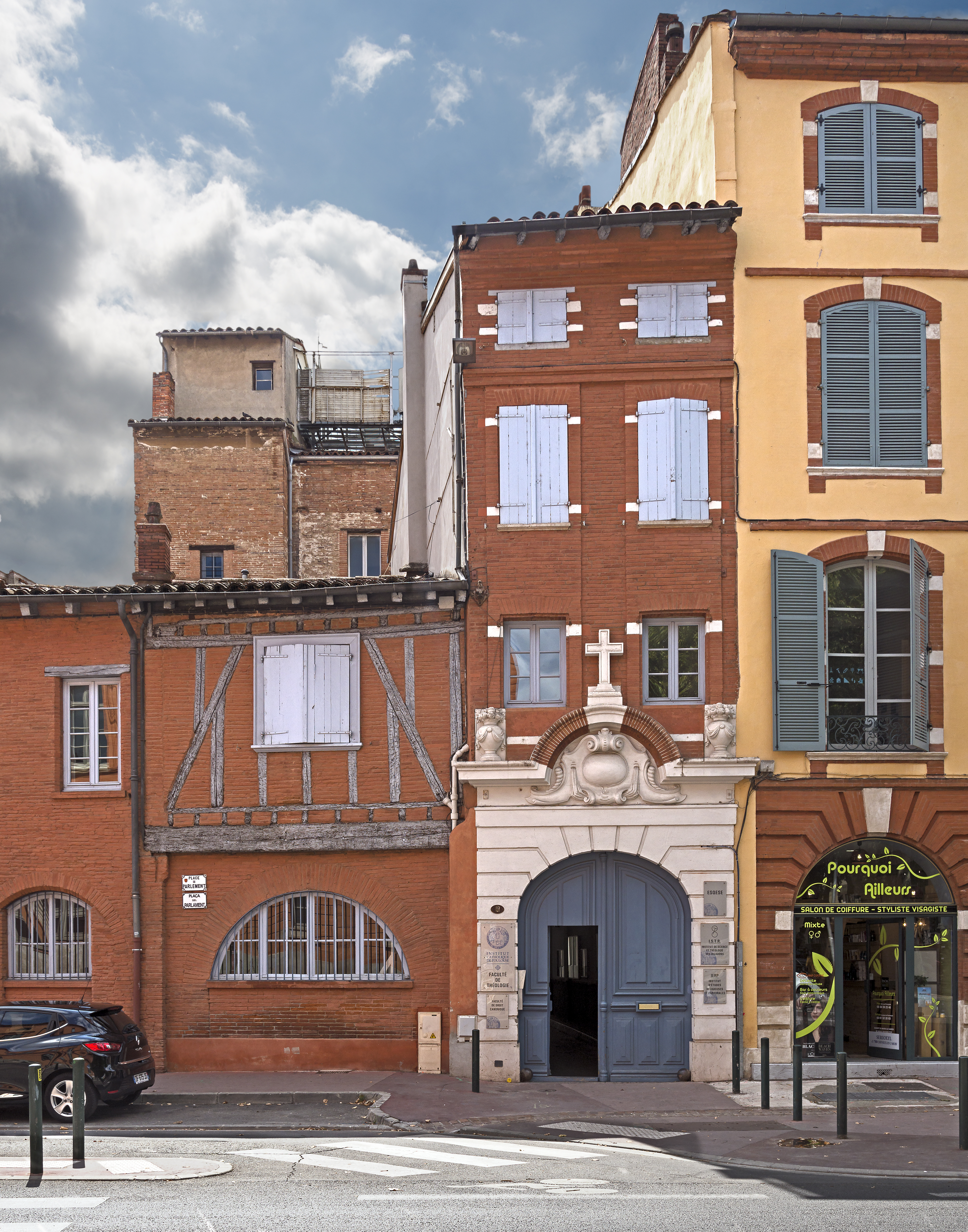
Ingresso del Palazzo dell'Inquisizione in place du Parlement

- Salle Léon XIII ("salone dei passi perduti"): affresco L'incoronazione della Vergine di Marcel-Lenoir, lunghezza 16,30 metri, superficie 63, dal '96 classificato come Monumento storico di Francia[21];
- Museo archeologico: resti dell'antico bastione di Tolosa (ISMH), sarcofago paleocristiano, macina gallica, sculture gallico-romane;
- Museo storico;
- Cappella Sainte-Claire du Salin: in rue de la Fonderie;
- Anfiteatro Bruno de Solages: ex cappella dell'Inquisizione costruita nel 1650 dai Domenicani, avente un soffitto con 15 dipinti di Thomas-Balthazar *Moncornet, o.p., che ripercorrono la vita di san Domenico (ISMH) ;
- Maison Seilhan: sito in place du Parlement, di proprietà di Pierre Seilhan, figlio di Bernard Seilhan, vegliardo del conte di Tolosa, in cui visse San Domenico (ISMH).

### Riferimenti
1. ↑  (FR) En pleine crise de gouvernance, l'Institut catholique de Toulouse au bord de l'implosion, su Actu.fr. URL consultato il 16 aprile 2021..
2. ↑  (FR) Crise à l’Institut catholique de Toulouse : la réponse des évêques, in La Croix, 16 ottobre 2017, ISSN 0242-6056 (WC · ACNP). URL consultato il 2 maggio 2021..
3. ↑   Enseignement supérieur, loi du 18 mars 1880, Lois de la République France, MJP, université de Perpignan, su mjp.univ-perp.fr. URL consultato il 24 luglio 2022..
4. ↑  (FR) Les établissements d'enseignement supérieur privés, su enseignementsup-recherche.gouv.fr. URL consultato il 22 giugno 2022..
5. ↑  (FR) Le décret sur la reconnaissance des diplômes entre la France et le Vatican au JO, su letudiant.fr. URL consultato il 24 luglio 2022..
6. ↑   Article L613-7 du Code de l'éducation, su legifrance.gouv.fr. URL consultato il 1º agosto 2022..
7. ↑   Accord de reconnaissance des diplômes avec le Vatican - Sénat, su senat.fr. URL consultato il 24 luglio 2022..
8. ↑  (FR) Hieronyma, su hieronyma.ict-toulouse.fr. URL consultato il 15 maggio 2021..
9. ↑  (FR) Accueil | Tolosana, su tolosana.univ-toulouse.fr. URL consultato il 15 maggio 2021..
10. ↑  (FR) Le Livre des Statuts de la Compagnie de S[ain]t Hierosme avec la […] | Tolosana, su tolosana.univ-toulouse.fr. URL consultato il 15 maggio 2021..
11. ↑  (FR) Catalogue de la Bibliothèque Aimé-Georges-Martimort, su catalogue.ict-toulouse.fr. URL consultato il 15 maggio 2021..
12. ↑  Scheda bibliografica su BnF
13. ↑  Scheda bibliografica su BnF
14. ↑  Scheda bibliografica su BnF
15. ↑  Scheda bibliografica su BnF
16. ↑  (FR) Mgr Ducros est nommé recteur de l'institut catholique de Toulouse, su Le Monde, 23 giugno 1964. URL consultato il 19 dicembre 2021..
17. ↑  (FR) Guillaume de Tournemire, Saint-Benoît En Calcat draconem et Sainte-Scholastique à Dourgne dans le Tarn et en Afrique occidentale. 1980, année Saint Benoît (PDF), su tournemire.net, 9 giugno 2017,  159 / 247. URL consultato il 19 décembre 2021..
18. ↑  Scheda bibliografica su BnF
19. ↑  Scheda bibliografica su BnF
20. ↑  (FR) François MOOG, nouveau recteur de l'ICT, su ICT- Institut Catholique de Toulouse, 3 gennaio 2023. URL consultato il 17 gennaio 2023..
21. ↑   Fonderie de canons, odierno Institut catholique (PA00094632), su Base Mérimée.